# Gerard Holt
Gerardus Hendricus Maria (Gerard) Holt (Haarlem, 16 juni 1904 – aldaar, 14 februari 1988) was een Nederlands architect die tot de stroming van het nieuwe bouwen wordt gerekend. Hij was een compagnon van de architect Bernard Bijvoet.

## Levensloop
Holt groeide op in een progressief rooms-katholiek gezin, en begon in 1923 aan de School voor bouwkunde, versierende kunsten en kunstambachten te Haarlem. Vanaf 1926  was hij leerling bij verschillende architecten van de Amsterdamse School. In 1929 werd hij zelfstandig architect.
Holt werkte vanaf 1945 samen met Bijvoet, met wie hij in 1947 te Haarlem een architectenbureau begon. In datzelfde jaar werd hij buitengewoon hoogleraar aan de Technische Hogeschool Delft; hij zou deze functie tot 1969 vervullen.
Samen met Bijvoet realiseerde hij in de jaren veertig woonblokken in Katwijk aan Zee, Hoek van Holland, Rotterdam en Velsen. In de jaren vijftig ontwierpen ze samen theaters in Tilburg en in Nijmegen, en in de jaren zestig theaters in Apeldoorn en in Tiel, en een operagebouw dat op de plaats van het oude RAI-gebouw aan de Amsterdamse Ferdinand Bolstraat moest verrijzen, met een hoteltoren er naast. Bijvoet hield zich meer met het ontwerpen bezig, terwijl Holt vooral toezicht hield op de uitvoering.

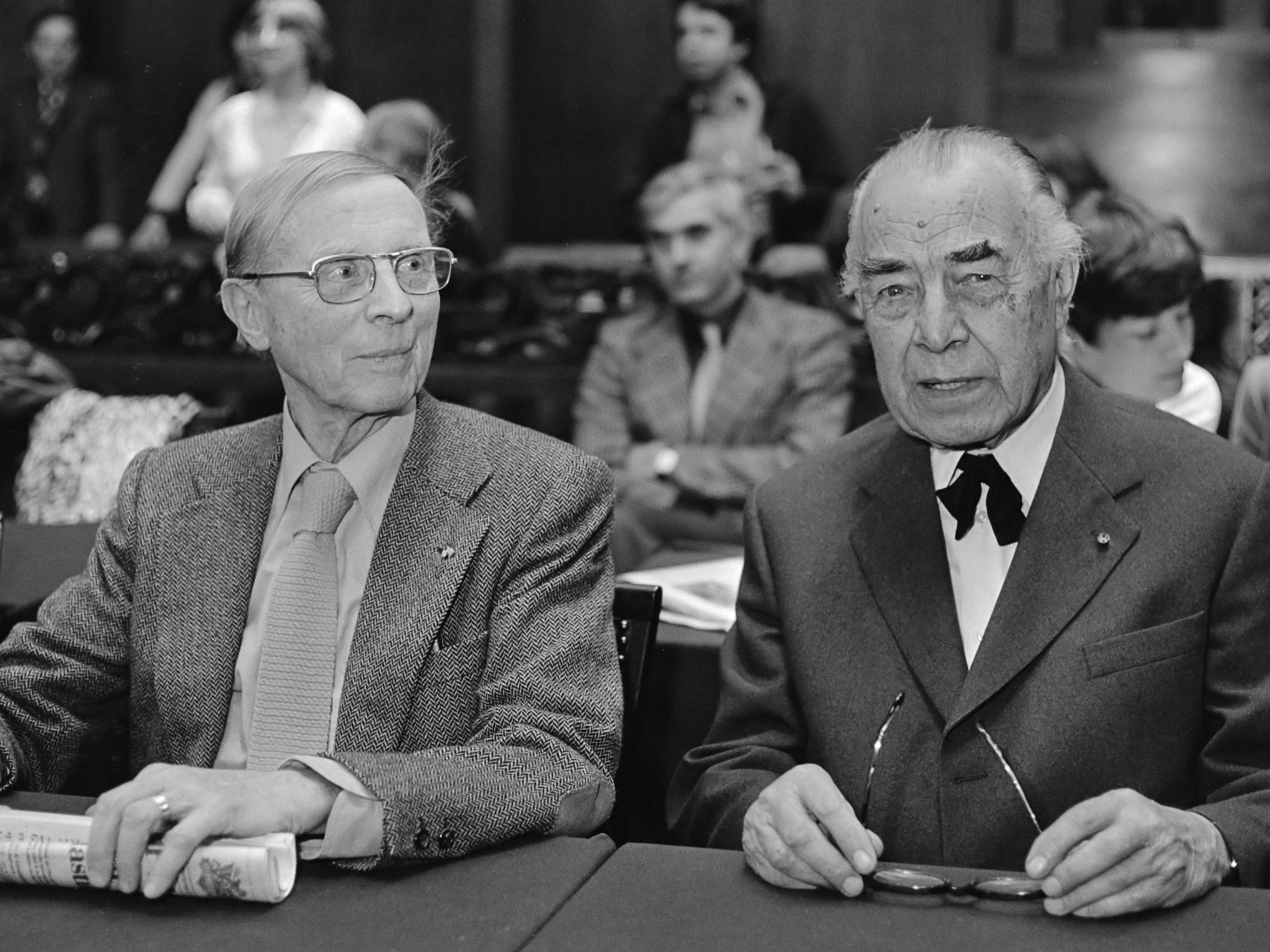
Holt en Bernard Bijvoet (1979)

Het ontwerp voor het operagebouw zou nooit worden uitgevoerd en de hoteltoren werd het Okura Hotel, gebouwd voor de Japanse Okura-hotelketen. Een operagebouw werd ten slotte als "Muziektheater" geïntegreerd met de plannen van Wilhelm Holzbauer voor een stadhuis aan de Amstel (Stopera). Holt trok zich uit het project terug en liet het over aan Bijvoet en aan Cees Dam, die was gehuwd met Gerards dochter, de grafisch ontwerper Josephine Holt.
Holt overleed op 83-jarige leeftijd in zijn geboorteplaats Haarlem.

## Lijst van bouwwerken
| Bouw      | Naam                          | Plaats                    | Bijzonderheden      | Afbeelding |
| --------- | ----------------------------- | ------------------------- | ------------------- | ---------- |
| 1932-1935 | Openluchtzwembad              | Overveen                  |                     |            |
| 1941-1950 | Josephkerk                    | Amsterdam (Bos en Lommer) |                     |            |
| 1945      | Eerebegraafplaats Bloemendaal | Overveen                  | met Auke Komter     |            |
| 1948      | Villa Looyen                  | Aerdenhout                | met Bernard Bijvoet |            |
| 1954      | Maria Geboortekerk            | Dussen                    |                     |            |
| 1955–1961 | Stadsschouwburg               | Nijmegen                  |                     |            |
| 1958–1961 | Pastoor van Arskerk           | Haarlem                   |                     |            |
| 1958-1961 | Verrijzeniskerk               | Amsterdam (Slotervaart)   |                     |            |
| 1960      | Torenflat aan Oranjeplein     | Maastricht                |                     |            |
| 1963      | Johannes de Doperkerk         | Amsterdam                 | afgebroken in 1998  |            |
| 1963      | Okura Hotel                   | Amsterdam (de Pijp)       | met Bernard Bijvoet |            |

## Referentie
- Het Nieuwe Instituut - Holt, Gerardus Hendricus Maria

- Gemeinsame Normdatei: 143719866
- International Standard Name Identifier: 0000 0001 1690 4571
- Library of Congress Control Number: n83239386
- RKD-Nederlands Instituut voor Kunstgeschiedenis: 88522
- Système universitaire de documentation: 130848190
- Union List of Artist Names: 500018741
- Virtual International Authority File: 95796271
- WorldCat: E39PBJtmt3V9XfCF37DcH3dWjC